# Liberalismo perfeccionista
El liberalismo perfeccionista (o perfeccionismo liberal, aunque no todos los autores usan estos términos como sinónimos) es la combinación de dos ideas: perfeccionismo y liberalismo. Lo que hace que el liberalismo sea perfeccionista es la adopción de una teoría objetiva de la buena vida (o del bienestar humano) y la creencia de que es asunto del Estado (a veces) promover la buena vida de sus ciudadanos o (si una teoría cosmopolita de la justicia es correcta) promover la buena vida de todos los seres humanos. Lo que hace liberal al perfeccionismo es que o bien tiene una teoría de la buena vida que da prioridad al valor de la autonomía o bien tiene una teoría de la buena vida de la que se pueden derivar los derechos liberales clásicos y/o el principio de la neutralidad del Estado (de manera contingente, pero sobre una amplia gama de mundos posibles "cercanos"), o ambos.

## Interpretaciones
A menudo el perfeccionismo se asocia con el paternalismo. Para que el Estado promueva el bienestar de sus ciudadanos, así como el razonamiento, también tiene que intervenir con acciones ciudadanas que no son conducentes a su bienestar. La mayoría de los liberales perfeccionistas tratan de evitar esta implicación mostrando que la acción estatal paternalista es contraproducente, es decir, tratan de mostrar que la mejor manera de que el Estado promueva el bienestar de sus ciudadanos es contenerse y dejar que cada individuo se esfuerce por su propio bien. Otros sostienen que el liberalismo es compatible con cierta cantidad de paternalismo.
Entre los filósofos políticos es común que los liberales perfeccionistas deriven principios políticos (que guían la acción política y el diseño de las instituciones políticas) de una teoría de la buena vida. Lo que a menudo se echa en falta es que una teoría de la acción política no se puede derivar de una teoría de la buena vida por sí sola. Los principios sólo pueden derivarse de otros principios. Por lo tanto, es de vital importancia que los perfeccionistas liberales se comprometan no sólo con una teoría de la buena vida, sino también con una teoría de la justicia distributiva. El utilitarismo, el igualitarismo, la suficiencia y el prioritarismo son los candidatos estándar cuando se trata de principios de distribución.

## Definiciones
El liberalismo perfeccionista ha sido definido por Charles Larmore (1987) como la "familia de puntos de vista que basan los principios políticos en 'ideales que pretenden dar forma a nuestra concepción general de la buena vida, y no sólo a nuestro papel como ciudadanos"'. Joseph Raz popularizó aquellas ideas.
Para Raz, en el centro de su liberalismo perfeccionista se encuentran la autonomía y el pluralismo moral, y el enfoque puede contrastarse del liberalismo político. Martha Nussbaum (2011) señala que en otros lugares Larmore (1997) sostiene que "estas opiniones implican ideales controvertidos de la buena vida, o puntos de vista sobre' la naturaleza última del bien humano'".
Para Nussbaum, el liberalismo perfeccionista "es una especie de género de puntos de vista liberales que podrían llamarse "liberalismos integrales"". Para Nussbaum, estos "liberalismos que basan los principios políticos en alguna doctrina comprensiva sobre la vida humana" cubren "no sólo el dominio político sino también el dominio de la conducta humana en general".